# Août 1918 (guerre mondiale)
juillet 1918 - Août 1918 - septembre 1918
- 2 août : 
  - La ville de Soissons est définitivement libérée par les unités alliés.

- 7 août : 
  - Ferdinand Foch est élevé à la dignité de Maréchal de France par le président Raymond Poincaré.

- 8 août : 
  - « Jour de deuil de l'armée allemande », selon Erich Ludendorff : lancement de la bataille d'Amiens, attaque de flanc entraînant des pertes allemandes sévères et la rupture partielle du front.

- 12 août : 
  - Mission Malleson : Le général Wilfrid Malleson (en) conduit un corps expéditionnaire de 500 soldats avec le 19e Régiment pendjabi au Turkestan pour rejoindre 1000 miliciens transcaspiens locaux engagés contre l'Armée rouge, active dans la région[1].

- 13 août : 
  - Conférence de Spa : conseil de la couronne impériale allemande.
  - bataille de San Matteo : dernier succès austro-hongrois dans les Alpes ; les opérations, qui se prolongent jusqu'au 3 septembre, se terminent par la conquête du pic par les unités de montagne de la double monarchie.

- 14 août : 
  - Conférence de Spa : arrivée à Spa de l'empereur-roi Charles Ier pour la troisième des quatre conférences de Spa et dernière grande conférence germano-austro-hongroise de la guerre ; au cours de cette conférence, L'empereur Charles et son ministre Stephan Burián von Rajecz annoncent officiellement leur volonté de mettre un terme à la participation austro-hongroise au conflit.

- 17 août : 
  - Bataille de l'Ailette : le général Charles Mangin lance ses troupes contre les positions allemandes positionnées le long de l'Ailette et du canal de l'Oise. Après dix jours de combat, les positions allemandes bordant le canal sont enlevées.
  - Les représentants des Slaves du Sud en Autriche, en Hongrie et en Bosnie-Herzégovine, les trois composants de la monarchie habsbourgeoise, s'organisent en conseil national, accélérant la décomposition de la double monarchie.

- 20 août : 
  - Nomination de Mustapha Kemal à la tête de l'armée ottomane opérant sur le front de Palestine.
  - Libération de la ville d'Ourscamp.

- 23 août : 
  - La ville de Quierzy est définitivement reconquise par les troupes françaises engagées dans les attaques lancées par Charles Mangin.

- 27 août : 
  - Traité de commerce entre le Reich et la République socialiste fédérative soviétique de Russie, rétablissant des relations commerciales entre le Reich et ses alliés, d'une part, et la Russie bolchevique d'autre part ; comme l'ensemble des traités signés par le Reich durant le conflit, il n'entre pas en application, conformément aux clauses de l'armistice conclu entre le Reich et les Alliés le 11 novembre.

- 29 août
  - Rencontre entre l'empereur allemand Guillaume II et le roi des Bulgares Ferdinand Ier : le Bulgare se plaint que les unités bulgares épuisées tiennent seules le front des Balkans.